# Bibliothèque du château d'Oron
La bibliothèque du château d'Oron est une bibliothèque située dans le château d'Oron, sur le territoire de la commune vaudoise d'Oron, en Suisse.

## Histoire
La bibliothèque du château d'Oron provient de la collection privée de la princesse polonaise Helena Apolonia Massalska, devenue Princesse de Ligne, par un premier mariage, puis Comtesse Potocka par son second mariage (1763 - 1815).
À sa mort, dans l'inventaire de son appartement, on trouve 20 000 romans et autant d'ouvrages précieux. Ses enfants héritent de sa fortune et du palais de Brody (Ukraine), avec toute la bibliothèque.
Après les Potocki, en 1834, la famille des Mlodecki est devenue la propriétaire de la ville et du château. Dans la deuxième moitié du XIXe siècle, la famille des Mlodecki ayant perdu sa fortune, ses possessions sont dispersées et passent à différents repreneurs. Vers 1880, ce qui reste de la bibliothèque est acheté par Adolphe Gaiffe, propriétaire du château d'Oron dont le fils, Daniel, vendra environ 10 000 ouvrages pour couvrir ses besoins financiers.
La bibliothèque a été classée comme bien culturel suisse d'importance nationale, en même temps que le château d'Oron.

## Collection
La bibliothèque se compose de plus de 18 000 volumes, dont environ un tiers provient de la bibliothèque Potocki. Elle présente la plus importante collection privée de romans publiés en français entre 1775 et 1825. Outre les romans, la collection offre également des ouvrages historiques, des récits de voyage, des pièces de théâtre et des encyclopédies de la même période.
La consultation des ouvrages est possible sur place, après demande auprès du secrétariat de l'association pour la conservation du château d'Oron. Le catalogue complet de la bibliothèque est disponible sur Internet sur le site de la BCU. 

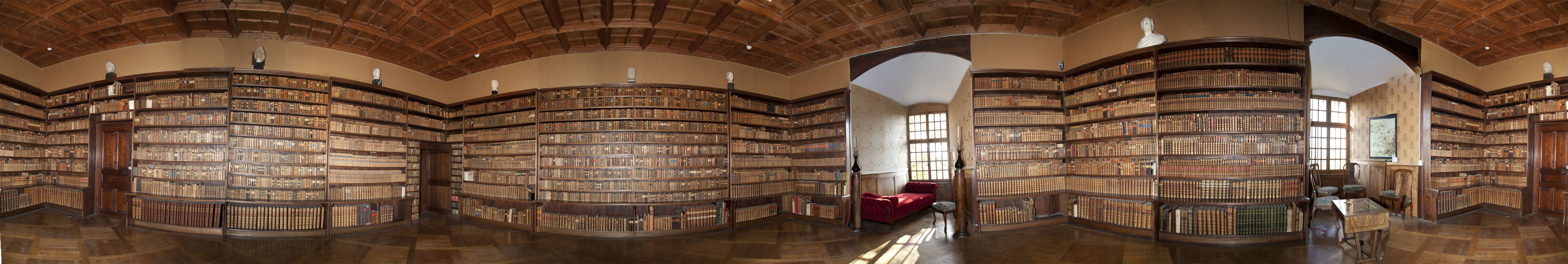
Vue panoramique de la bibliothèque